# Carl Zeiss Planar 50mm f/0.7
El Carl Zeiss Planar 50mm f/0,7 és un objectiu fotogràfic fabricat per Zeiss com a encàrrec de la NASA. En l'àmbit fotogràfic és una de les òptiques amb una obertura de diafragma més gran.

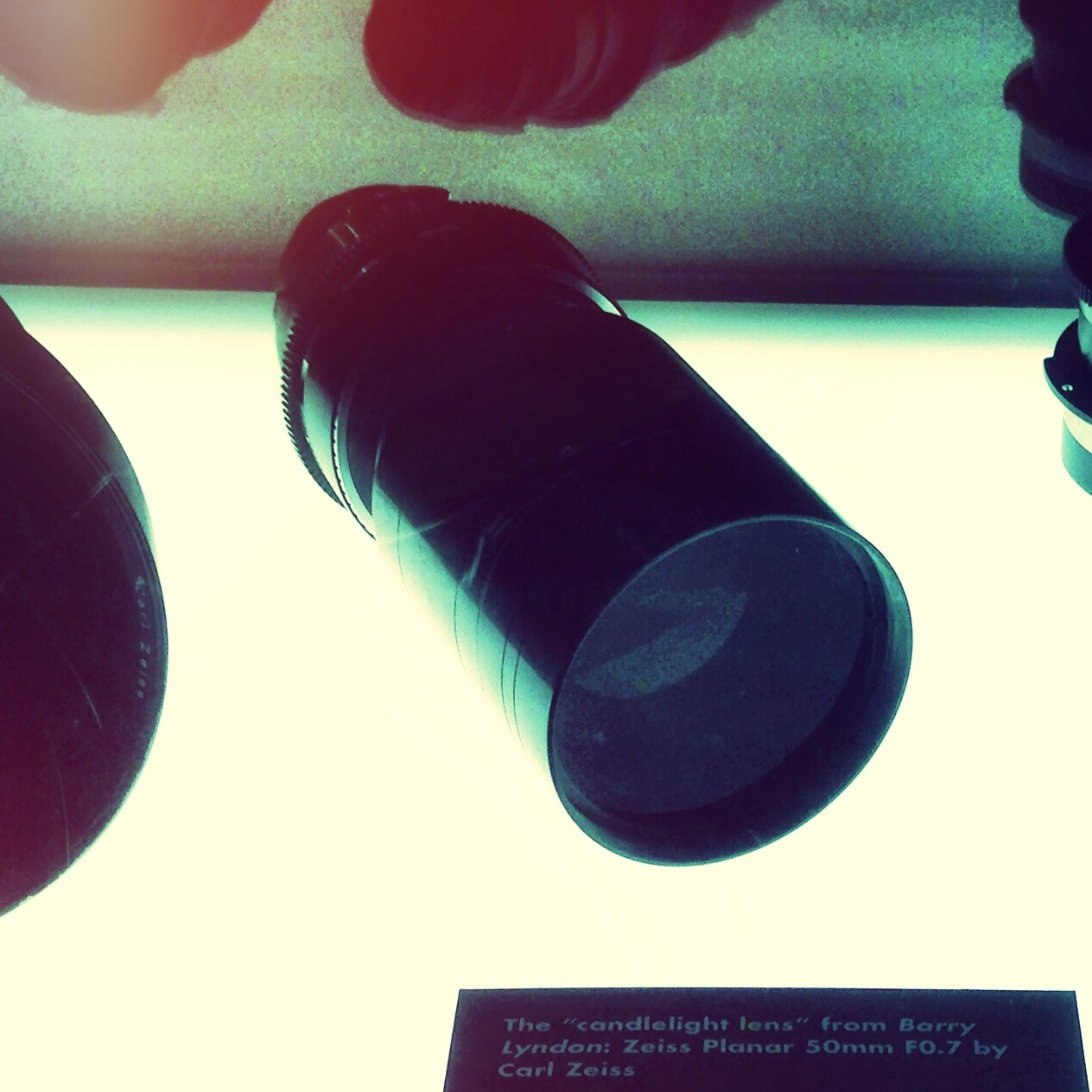
Objectiu exhibit a LACMA el gener de 2013

## Història
Carl Zeiss va fabricar el Planar 50mm f/0,7 per al programa Apol·lo de la NASA. Aquest, va ser dissenyat afegint un condensador al Zeiss 70mm f/1.0 de 1941, fent així que l'òptica fos més angular i lluminosa. Fou dissenyat el 1966 amb l'objectiu de prendre fotografies del costat fosc de la Lluna.
El director de cinema Stanley Kubrick va fer servir un d'aquests objectius per a la filmació de la pel·lícula Barry Lyndon. Es va utilitzar la gran obertura de la lent per a poder gravar escenes utilitzant únicament la llum de les candeles que formaven part de l'escenografia.
Per poder usar aquesta òptica, Kubrick va haver d'alterar l'objectiu, va incorporar un sistema d'enfocament més precís i va desmuntar el diafragma, fent així que l'òptica només es pogués utilitzar en l'obertura màxima. Per gravar l'escena es va usar una càmera Mitchell BNC amb un adaptador Kollmorgen, aconseguint una distància focal de 36,5mm amb la mateixa lluminositat inicial.
Es van fabricar únicament 10 exemplars. Un d'aquests va ser conservat per Zeiss, sis van ser venuts a la NASA, i els tres restants van ser venuts a Stanley Kubrick.
El 12 de juny de 2021, la casa de subhastes Leitz Auction, va vendre un d'aquests objectius per 180.000€.